# Трейсі Спірідакос
Тре́йсі Спіріда́кос (англ. Tracy Spiridakos; нар. 20 лютого 1988, Вінніпег, Манітоба, Канада) — канадська акторка. Вона зіграла роль Чарлі Метісон у постапокаліптичному телесеріалі «Революція» (2012–2014) телекомпанії NBC. За цю роль вона була номінована на премію «Сатурн» за найкращу жіночу роль на телебаченні. У 2015 році зіграла Анніку Джонсон у третьому сезоні драматичного телесеріалу «Мотель Бейтса».

## Життя і кар'єра
Трейсі Спірідакос народилася у Вінніпезі, Манітоба в сім'ї греків. Її батьки, Джордж та Анастасія, є власниками ресторану. Трейсі має двох братів. Через кілька років після народження Трейсі, сім'я переїхала до Скали, рідного міста її батька, що неподалік Спарті. У 1992 році, коли їй було близько дев'яти, сім'я повернулася до Канади. Акторка відчуває сильну спорідненість з Грецією і вільно володіє грецькою мовою.
Спірідакос почала зніматися ще в середній школі, вона навчалася у Акторському навчальному центрі Манітоби. У 2000 році закінчила Oak Park High School у Вінніпезі. У 2007 році переїхала до Ванкувера, щоб продовжити акторську кар'єру, і за кілька тижнів отримала свою першу невелику телевізійну роль у телесеріалі «Надприродне». Вона продовжувала працювати на телебаченні, виконуючи фонові ролі у таких телесеріалах, як «Біонічна жінка» (2007), «Слово на літеру Л», «Пекельні кішки» і «Ясновидець».
У 2009 році акторка виграла свою першу головну роль у канадському телесеріалі «Majority Rules!», граючи 15-річну Річардс Беккі. Спірідакос дебютувала в кіно 2011 року у науково-фантастичному фільмі «Повстання Планети мавп» режисера Руперта Вайтта. Вона також знялася у малобюджетному трилері «Вбий заради мене» разом з Доналом Логом та Кеті Кессіді. Невдовзі Спірідакос отримала головну роль Чарлі Метісон у серіалі «Революція», за роль у якому була номінована на премію «Сатурн» за найкращу жіночу роль на телебаченні.

## Вибрана фільмографія
| Рік       |   | Українська назва   | Оригінальна назва | Роль                 |
| --------- | - | ------------------ | ----------------- | -------------------- |
| 2007      | с | Надприродне        | Supernatural      | Медсестра            |
| 2007      | с | Біонічна жінка     | Bionic Woman      | Енні                 |
| 2007      | с | Іноземці в Америці | Aliens in America | Ліз                  |
| 2009      | с | Слово на літеру Л  | The L Word        | Приємна молода жінка |
| 2010      | с | Ясновидець         | Psych             | Саралін              |
| 2010      | с | Пекельні кішки     | Hellcats          | Елла                 |
| 2010      | с | Вежа пізнання      | Tower Prep        | Пенні                |
| 2012      | ф | Лахміття           | Rags              | Саммі                |
| 2012—2014 | с | Революція          | Revolution        | Чарлі Метісон        |
| 2014      | с | Епізоди            | Episodes          | Доун                 |
| 2015      | с | Мотель Бейтса      | Bates Motel       | Анніка Джонсон       |